# Stecchericium
Stecchericium — рід грибів родини Wrightoporiaceae. Назва вперше опублікована 1963 року.

## Поширення та середовище існування
Рід грибів Stecchericium широко розповсюджений у тропічних регіонах.

## Класифікація
Згідно з базою MycoBank до роду Stecchericium відносять 15 офіційно визнаних видів:
- Stecchericium abditum
- Stecchericium acanthophysium
- Stecchericium dimidiatum
- Stecchericium dimiticum
- Stecchericium fistulatum
- Stecchericium gyroporum
- Stecchericium iobaphum
- Stecchericium isabellinum
- Stecchericium ochrocroceum
- Stecchericium ramosum
- Stecchericium rusticum
- Stecchericium seriatum
- Stecchericium solomonense
- Stecchericium trametoides
- Stecchericium trimiticum